# Scolymus maculatus
Scolymus maculatus es una planta herbácea de la familia de las Asteraceae.

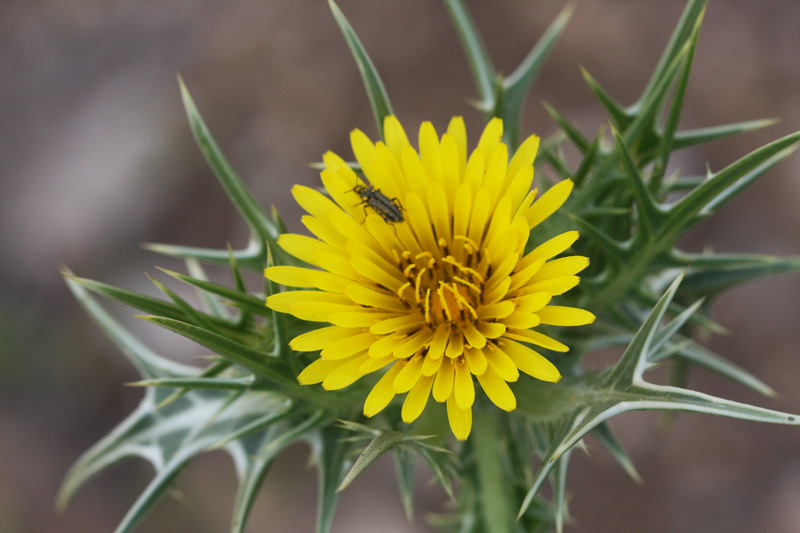
Capítulo.

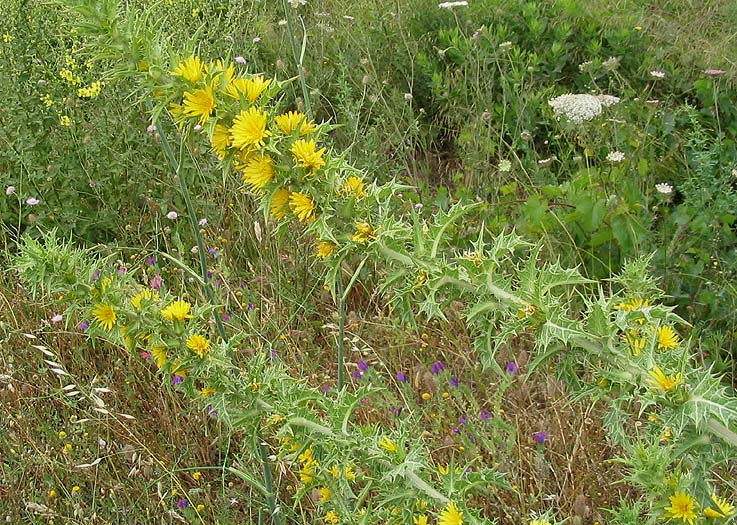
Planta en flor.

## Descripción
Son plantas anuales, glabrescentes. Tallos de 30-100 cm de altura. erectos, alados, generalmente ramificados en la mitad superior. Hojas involucrantes pinnatífidas, muy agudas. Capítulos terminales, con más de 5 hojas involucrantes, reunidos en inflorescencia corimbosa. Brácteas involucrales lanceoladas. Brácteas interseminales de 3,5-5,5 mm, obtusas. Lígulas de 14-20 mm, con numerosos pelos negros. Aquenios de 3-4 mm, obovados, sin vilano.   Florece y fructifica de mayo a junio.

## Distribución y hábitat
Se encuentra en los bordes de caminos v terrenas incultos, preferentemente arcillosos. Muy frecuente en todo el territorio de la península ibérica. Distribución general. Sur de Europa, Norte de África. W y SW de Asia, Macaronesia (Madeira y Canarias).

## Taxonomía
Scolymus maculatus fue descrito por  Carlos Linneo y publicado en Species Plantarum, vol. 2, p. 813, 1753.
Etimología
Scolymus: nombre genérico prestado del Latín scǒlŷmos, i, ya prestado del Griego σχόλυμος, y evocado por Plinio el Viejo en su naturalis historia como una especie de cardo (XXI, 94-96), refiriéndose probablemente al Scolymus hispanicus o  maculatus.
maculatus: derivado del latín măcǔla, -ae, mancha, malla de red, o sea mallado, probablemente por la densa red de nervios de las hojas.
Citología
Número de cromosomas: 2n=20
Sinonimia
- Scolymus angiospermus Gaertn., nom. illeg.
- Scolymus annuus Gérard
- Scolymus clusii Bubani, nom. illeg.
- Scolymus paniculatus Ucria
- Scolymus pectinatus Cass.[4]

## Nombres comunes
- Castellano: cardillo, cardillos, cardillos de comer, cardito blanco, cardo borriquero, cardo de olla, cardo manchado, cardo perruno, diente de perro, dienteperro, tagardina, tagardinas, tagarmina, tagarnina, tagarninas.[5]

## Consumo
Es el sur de Andalucía es común su consumo.